# Claire Bazard
Claire Bazard (París, 1794- Auteuil, 1883), nacida Claire Joubert, fue una figura emblemática del sansimonismo francés durante el período más controvertido del movimiento. Está considerada por sus escritos y acciones, en una de las mujeres representativas del nacimiento del feminismo en Francia. 

## Biografía
Claire Joubert nació el 6 de marzo de 1794 en París . Su padre Pierre-Mathieu Joubert, exmiembro de la Asamblea Constituyente de 1789, ex obispo constitucional que renunció en 1792, era miembro del consejo de la prefectura del Sena . Su madre era Marie Anne Geneviève Evrard. Sus padres se casaron el 21 de septiembre de 1793  en Versalles . Su primera infancia estuvo marcada por la mala relación entre su padre protestante y su madre católica quien la deja durante una década de los 7 años a los 17 en un convento para que sea educada.
Cuando salió del convento, sobre 1811, su padre, quien fue prefecto del Norte durante el Imperio,del 3 de marzo de 1800 al 23 de enero de 1801 regresó al departamento de Sena donde fue consejero de las prefecturas de París . 
Claire Joubert se casó a los 19 años con Saint-Amand Bazard en 1814.  
Tuvieron cuatro hijos: Claire que nació en París el 19 de septiembre de 1813, se casó en Saint-Chéron el 25 de octubre de 1831, primer matrimonio celebrado por los sansimonianos, Albert que nació alrededor de 1815, Laure, que nació el 22 de abril de 1821 y Zaire. 
En noviembre de 1831, Claire dejó el movimiento con su esposo para protestar contra las posiciones de Prosper Enfantincon respecto a las mujeres y el amor libre .
Claire Bazard murió el 7 de agosto de 1883.

## Periodista y feminista
Claire Bazard supo cómo aprovechar su tiempo en el movimiento sansimonista para comprender el poder de las mujeres y su capacidad para cambiar el mundo. Al fundar Femme nouvelle, pasó a la historia de la prensa con una de las primeras revistas diseñadas específicamente para mujeres. Sus escritos, artículos y cartas permiten situarla entre las mujeres que fueron precursoras del feminismo y el periodismo femenino en el siglo XIX. 

## Trabajos

### Texto publicado
- Claire Bazard funda la revista Femme nouvelle

### Cartas
- Cartas de Claire Bazard, en el fondo Enfantin[9] .

### Webgrafía
- Philippe Régnier (7 octobre 2018). «Bazard Claire, née Joubert Claire». Le Maitron. Consultado el 30 décembre 2018..